# Trichlormethylgruppe

Struktur der Trichlormethylgruppe

Die Trichlormethylgruppe (–CCl3) ist eine funktionelle Gruppe in der organischen Chemie. Der einfachste Vertreter ist das Chloroform, wo an diese Gruppe ein –H gebunden ist. Sonstige bekannte Vertreter sind die Trichloressigsäure und das Benzotrichlorid.